# Policia Popular Aquarterada

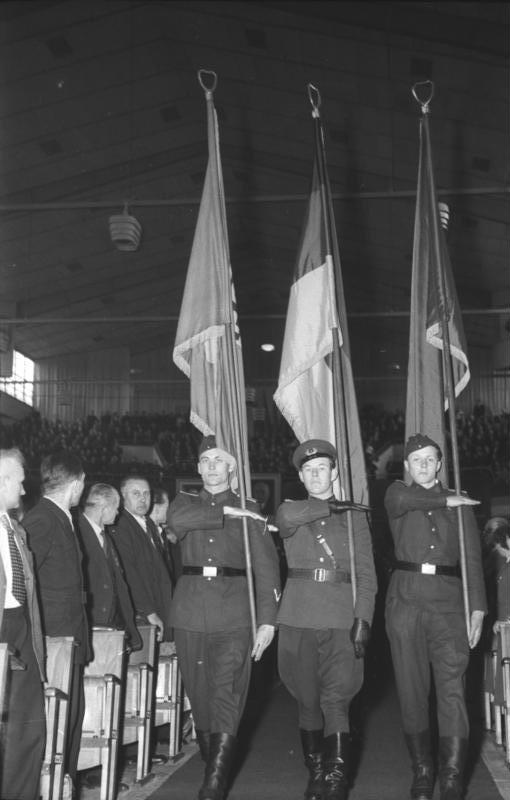
Desfilada de la PPA durant una convenció del PSUA (1954).

La Policia Popular Aquarterada (PPA) (en alemany: Kasernierte Volkspolizei, KVP) va constituir l'antecessora de l'Exèrcit Popular Nacional de la República Democràtica Alemanya (NVA). No s'ha de confondre amb la Volkspolizei-Bereitschaft, una unitat de policia paramilitar creada pel Ministeri de l'Interior i encarregada dels desordres públics.

## Història
A mitjans de 1948 l'Administració militar soviètica a Alemanya va formar la Bereitschaftspolizei (literalment, "policia d'alerta") que va rebre entrenament militar i estava aquarterada en instal·lacions militars. Van constituir el primer pas per a una futura remilitarizació a la zona alemanya d'ocupació soviètica, que a partir de 1949 es constituiria com a República Democràtica Alemanya. Els seus aquarteraments originals es trobaven a la localitat berlinesa d'Adlershof, i a partir de 1954 es van aquarterar a Strausberg. Aquest procés de rearmament es produí en els prolegomens de la Guerra Freda, i també en el context del posterior rearmament de l'Alemanya occidental.
El novembre de 1948 l'Administració de l'Interior Alemanya (Deutschen Verwaltung des Innern, DVdI) es va fer càrrec de la PPA i de la Policia fronterera, sent reanomenada a Hauptabteilung Grenzpolizei und Bereitschaften (HA GP/B). A partir de 1951 van disposar de les seves pròpies forces aèries i unitats navals, i el 1952 comptaven amb 7 divisions i uns 100.000 efectius. L'1 de juny de 1952 va adoptar el nom de Policia Popular Aquarterada (Kasernierte Volkspolizei, KVP).
Els comandants en cap de la PPA van ser Heinz Hoffmann (1952–1955) i Willi Stoph (1955–1956). Al seu torn, els seus membres van ser sotmesos a estrictes controls per l'Exèrcit soviètic i el Partit Socialista Unificat d'Alemanya (PSUA) per assegurar-se la seva fidelitat.
L'1 de març de 1956 va ser reestructurada i canviada de nom a Exèrcit Popular Nacional (Nationalen Volksarmee o NVA).